# Luciano Spinosi
Luciano Spinosi (* 9. Mai 1950 in Rom) ist ein ehemaliger italienischer Fußballspieler und heutiger -trainer.
Während seiner aktiven Laufbahn war Spinosi Abwehrspieler. Zuletzt arbeitete er als Trainerassistent bei der AS Livorno.

## Spielerkarriere

### Im Verein
Luciano Spinosi begann seine Karriere bei Tevere Roma, wo er zwei Jahre lang in der Serie D spielte. Im Jahr 1967 wechselte er zum AS Rom. Für die Roma debütierte er am 12. Mai 1968 beim Spiel gegen den AC Turin in der Serie A.
Zur Saison 1970/71 wechselte Luciano Spinosi zu Juventus Turin, wo er vier Jahre lang Stammspieler war und bis 1978 unter Vertrag stand. Für Juve absolvierte er insgesamt 241 Partien, erzielte dabei vier Tore und konnte fünf italienische Meisterschaften und 1977 den UEFA-Pokal gewinnen.
Im Jahr 1978 ging Spinosi zurück zum AS Rom, wo er die folgenden vier Spielzeiten verbrachte. Mit der Roma gelang ihm in dieser Zeit zweimal der Gewinn der Coppa Italia. Zur Saison 1982/83 wechselte er zu Hellas Verona, dort verweilte er nur ein Jahr. Danach wechselte Spinosi zum AC Mailand, in der Saison 1984/85 beendete er schließlich seine aktive Karriere beim AC Cesena in der Serie B.

### In der Nationalmannschaft
Nach drei U-21-Länderspielen zwischen 1969 und 1971 wurde Luciano Spinosi in die Italienische Fußballnationalmannschaft berufen. Er debütierte am 9. Juni 1971 beim 0:0 gegen Schweden. In der Folgezeit war er Stammspieler in der Squadra Azzurra und stand auch bei der Fußball-Weltmeisterschaft 1974 in Deutschland im Kader Italiens. Die Azzurri schieden jedoch schon in der Vorrunde aus. Danach wurde Luciano Spinosi nie wieder in die Nationalmannschaft berufen, so war das letzte Gruppenspiel der WM gegen Polen, das man mit 1:2 verlor, sein letztes Länderspiel – im Alter von nur 24 Jahren. Insgesamt absolvierte Spinosi 19 Länderspiele für Italien und schoss dabei ein Tor.

## Trainerkarriere
Direkt nach Ende seiner Profilaufbahn begann Luciano Spinosi seine Trainerkarriere in den Jugendabteilung des AS Rom. Bereits im folgenden Jahr trainierte er die Primavera, die Mannschaft der höchste Altersstufe im italienischen Jugendfußball. Nachdem er mit dem Team einige Erfolge feiern konnte (man gewann die Meisterschaft, das Torneo di Viareggio und die Coppa Italia) und viele Jugendspieler, darunter Francesco Totti, an den Profikader herangeführt hatte, trat Spinosi bei der US Lecce in der Serie B seine erste Stelle als Cheftrainer an. Danach arbeitete er bei Ternana Calcio in der Serie C1.
1996 wurde Luciano Spinosi Co-Trainer von Sven-Göran Eriksson bei Sampdoria Genua. Im folgenden Jahr wechselte er zusammen mit dem Schweden zu Lazio Rom, wo er bis 2004, zuerst unter Eriksson, und später unter Dino Zoff, Alberto Zaccheroni und Roberto Mancini, wiederum Trainerassistent war. Mit dem Hauptstadtklub gewann Spinosi 1999/2000 den Scudetto, dreimal die Coppa Italia, 1999 den Europapokal der Pokalsieger, die Italienischen Supercup sowie den Europäischen Supercup.
Im Jahr 2007 arbeitete Spinosi als Trainerassistent von Fernando Orsi bei der AS Livorno.

## Erfolge
- Italienische Meisterschaft: 1971/72, 1972/73, 1974/75, 1976/77, 1977/78
- UEFA-Pokal: 1976/77
- Coppa Italia: 1979/80, 1980/81

## Trivia
Im Film Keiner haut wie Don Camillo spielte er einen Fußballer.